# Anna Skimborowiczowa
Anna z Sokołowskich Skimborowiczowa, pseud. i krypt. „A.S.”, „A. S. autorka Rzeczywistych zdarzeń w powieściach”, „Stach Dworak”, „Autorka Wesołych i ciekawych powiastek”, pseud. konspiracyjny „Wanda” (ur. ok. 1808 w Warszawie, zm. 20 kwietnia 1875 tamże) – entuzjastka, działaczka konspiracyjna, pisarka.

## Życiorys
Urodziła się w Warszawie, w średniozamożnej rodzinie ziemiańskiej, była córką Ignacego i Justyny z Grabowskich, młodszą siostrą malarza i rysownika Jakuba Sokołowskiego. Wyszła za mąż wcześnie za Andrzeja Adamskiego, właściciela dóbr Żurawiniec w obwodzie siedleckim, potem majątku Srebrzyszcze koło Chełma w Lubelskiem. Małżeństwo szybko zakończyło się rozwodem. Wówczas już nie żył jej ojciec, a nią i jej rodziną zaopiekował się Hipolit Skimborowicz, za którego wyszła za mąż prawdopodobnie przed 1840. 
Po zamieszkaniu w Warszawie została entuzjastką i przyjaciółką Narcyzy Żmichowskiej, którą poznała po 1841. Wraz z mężem prowadziła salon literacko-artystyczny, którego duszą była Żmichowska. Choć oddana Żmichowskiej, Skimborowiczowa zachowywała w stosunku do niej niezależność, m.in. w sprawach religijnych. Została ukazana przez Żmichowską w Obrazku wstępnym jako „Emilia”.
Od 1843 była zaangażowana w akcję pomocy dla więźniów politycznych i zesłańców. Wykładała na tajnych kursach dokształcających dla guwernantek i rzemieślników. W 1846 została na krótko aresztowana. Po zwolnieniu nie zaprzestała działalności spiskowej. W 1848 zorganizowała i kierowała komórką kobiecą w tajnej tzw. Organizacji. Nosiła w niej pseudonim „Wanda” i polecała do niej nowych członków. Była łączniczką między konspiracją warszawską a emigracją. Pośredniczyła w przesyłaniu korespondencji, przemycała zakazane wydawnictwa do Kongresówki. Wspólnie ze Żmichowską zajmowała się zbieraniem składek na Organizację. Brała udział w tzw. „spisku rzemieślników“ na terenie Królestwa w czasie Wiosny Ludów. 19 października 1848 została ponownie aresztowana i osadzona w Cytadeli Warszawskiej. W śledztwie nikogo nie wydała. Skazano ją na wysłanie w głąb cesarstwa pod ścisły nadzór policyjny, co namiestnik Paskiewicz zmienił 1 maja na wysłanie jej wraz z mężem do Kijowa, gdzie miała zostać objęta ścisłym dozorem policyjnym. Później Skimborowiczowie uzyskali zgodę na osiedlenie się w Żytomierzu. W maju 1851 opuścili Warszawę, a powrócili do niej w 1852.
Po tych przejściach wzmogła się jej religijność, co oddaliło ją od Żmichowskiej. Zajęła się pisaniem. Opracowała kilka modlitewników: Módlmy się, czyli Zbiór krótkiego nabożeństwa na wszystkie większe uroczystości (1854), Modlitwy i nauki dla ludu wiejskiego (1862), Modlitwy i nauki dla rzemieślników (1863), U stóp Krzyża Świętego, książka do nabożeństwa dla chrześcijan katolików (1867). Jej religijność odbiła się także w jej obfitej twórczości beletrystycznej. Dla dorosłego czytelnika przeznaczone były zbiory opowiadań o tematyce współczesnej, rzadziej historycznej Zdarzenia rzeczywiste w powiastkach (1860), Z domu i ze świata. Powieści oryginalnie napisane (1875). Natomiast dla dzieci opublikowała Wesołe powiastki dla dzieci (1857), Powiastki ciekawe dla dzieci (1865), Dzieci pani Sojeckiej na wakacjach. Obrazki (1876). Do ludu natomiast adresowane były Chrzciny u wójta (1861) oraz Wesele u wójta (1863). Zmarła w Warszawie 20 kwietnia 1875 i została pochowana na cmentarzu Powązkowskim.